# 1705 a tudományban
Az 1705. év a tudományban és technikában.

## Technika
- Thomas Newcomen megalkotta a Newcomen gőzgépet, amely egy egyszerű dugattyúból és a kézi pumpa végén található hengerből állt. A gőzgépet bányákban használták a víz kipumpálására.

## Születések
- április 12. - William Cookworthy kémikus († 1780)

## Halálozások
- január 17. – John Ray angol természettudós (* 1627)
- augusztus 16. –  Jakob Bernoulli svájci matematikus (* 1654)
- október 11. – Guillaume Amontons francia tudós, fizikus (* 1663)